# 浜田健一郎
浜田 健一郎（はまだ けんいちろう、1947年（昭和22年）10月26日 - ）は、日本の実業家。
ANA総合研究所会長、NHK経営委員会委員長等を歴任。秋田県鹿角郡小坂町観光大使。

## 経歴
- 1947年 - 鹿児島県生まれ。
- 1971年 - 慶應義塾大学商学部卒業。
  - 同年4月 - 全日本空輸入社。
- 1998年 - 企画調査部長[1]。
- 1999年 - 調査室長。
- 2001年 - 執行役員。
- 2003年 - 常務執行役員、東京空港支店長、羽田地区担当。
- 2004年 - 上席執行役員、オペレーション統括本部、客室本部担当。
- 2006年 - 常務取締役辞任。株式会社ANA総合研究所代表取締役社長就任。
- 2010年 - NHK経営委員就任。
- 2012年 - 株式会社ANA総合研究所取締役会長就任
- 2017年 - 株式会社ANA総合研究所シニアフェロー就任

## その他公職
- 2010年 - 日本放送協会監査委員[2]。
- 2012年3月 - NHK経営委員会委員長職務代行。
- 2012年9月 - NHK経営委員会委員長就任。
- 2017年8月 - 一般社団法人北前船交流拡大機構理事長就任[3]。